# 岡稔
岡 稔（おか みのる、1924年8月31日 - 1973年9月19日）は、日本の経済学者。滋賀県出身。一橋大学経済研究所ソ連経済研究部門教授在任中、49歳で死去した。第6回日経・経済図書文化賞受賞。

## 人物・経歴
1942年東京商科大学（現一橋大学）予科入学。クラスの同級生に速水優（元日本銀行総裁）、川勝堅二（元三和銀行頭取）、本間要一郎（横浜国立大学名誉教授）などが、他クラスの同期に俳優の久米明や関恒義（一橋大学名誉教授）がいた。
大学では高島善哉ゼミに所属。また日本共産党シンパの学生らで組織された民主主義科学研究会（民研）に、本間や、佐藤定幸（のちに一橋大学名誉教授）、韮沢忠雄（のちに日本共産党赤旗編集局長）らとともに、主要メンバーとして参加した。
大学卒業後、本間らとともに母校特別研究生となる。1949年に一橋大学経済研究所にソ連経済研究部門が設置されると、同助手に着任。同時期に助教授に着任した野々村一雄や、のちに加わった宮鍋幟とともに、同大におけるソ連経済研究の基礎を築いた。同講師、助教授を経て、1968年教授。社会主義経済学会幹事、一橋大評議員等を歴任したが、肺がんのため49歳で死去。
指導学生に岩田昌征（千葉大学名誉教授）、萩原進（法政大学名誉教授）など。

## 著書

### 単著
- 『ソヴェト工業生産の分析』岩波書店 一橋大学経済研究叢書 1956
- 『計画経済論序説 価値論と計画化』岩波書店 1963
- 『岡稔論文集 上 資本主義分析の理論的諸問題』新評論 1975
- 『岡稔論文集 下 社会主義経済論の新展開』新評論 1975

### 共著
- 『経済学全集 21 社会主義経済論』山内一男、竹浪祥一郎共編 筑摩書房、1968
  - 第2版 宮鍋幟が加わる 筑摩書房 1982

### 翻訳
- M.ドッブ『政治経済学と資本主義』岩波現代叢書 1952
- アレクサンダー・M.バイコフ『ソヴェート同盟の経済制度 上巻』野々村一雄共訳 東洋経済新報社 1954
- クリストファー・ヒル『レーニンとロシヤ革命』岩波新書 1955
- チェルダンツェフ, ニキーチン, トウトウイヒン編『ソヴェト経済地理概論』宮鍋幟共訳 弘文堂 1960
- В.С.ネムチノフ編『マルクス経済学の数学的方法』青木書店 1960-1961
- ヴラジーミル・ペトロヴィッチ・シュクレドフ『社会主義的所有の基本問題 経済と法』西村可明共訳 御茶の水書房 1973